# Equilibrium
Equilibrium er et band fra Tyskland. Selvom bandet kalder deres musik "Epic Viking Metal" er de normalt betragtet som et viking metal band. Bandet kombinerer forskellige elementer af Folkemusik og Black metal. Bandet er relativt nyt for black metal-scenen, men har haft en del succes, særligt med deres debutalbum Turis Fratyr. Deres tekster handler om Tysk mytologi.

## Diskografi
- Demo (2003)
- Turis Fratyr (Black Attakk, 14. februar 2005)
- Sagas (Nuclear Blast Records, 27. juni 2008)